# 国道315号
国道315号（こくどう315ごう）は、山口県周南市から萩市に至る一般国道である。

## 概要

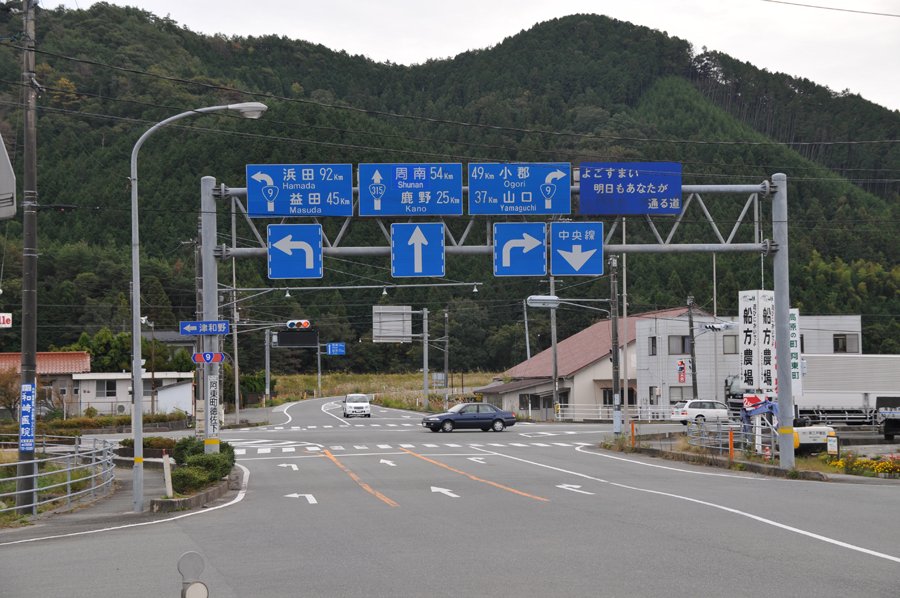
長沢交差点
（国道9号交点、）

山口県の東部を、周南市から萩市にかけて縦断する路線である。中国山地を越えるためカーブと勾配が多いものの、全線が2車線での整備が完了している。
周南市三田川交差点から周南市内を北上しながら登り、分水嶺となる杉ヶ峠を越えて旧徳山市北部の須々万・長穂地区を通過、向道ダム（向道湖）から錦川に沿って北上し、旧鹿野町内へ。ここからさらに山越えの後ループ線（北緯34度20分28.4秒 東経131度44分39.9秒 / 北緯34.341222度 東経131.744417度）を通過、山口市徳地柚木地区をかすめて山口市阿東地区の中心地の一つである徳佐地区へ。ここで国道9号と直交してさらに北上、萩市片俣地区（旧むつみ村）・阿武町福田地区を経て萩市須佐地区に至る。

### 路線データ
一般国道の路線を指定する政令に基づく起終点および重要な経過地は次のとおり。
- 起点：徳山市[注釈 2]（三田川交差点 = 国道2号交点、国道434号起点、山口県道52号徳山港線終点）
- 終点：山口県阿武郡須佐町[注釈 3]（須佐ホルンフェルス入口交差点[1] = 国道191号交点、山口県道10号山口福栄須佐線終点）
- 重要な経過地：山口県阿武郡阿東町[注釈 4]
- 総延長 : 88.7 km[3][注釈 5]
- 重用延長 : なし[3][注釈 5]
- 未供用延長 : なし[3][注釈 5]
- 実延長 : 88.7 km[3][注釈 5]
  - 現道 : 88.7 km[3][注釈 5]
  - 旧道 : なし[3][注釈 5]
  - 新道 : なし[3][注釈 5]
- 指定区間：なし[4]

## 歴史
- 1970年（昭和45年）4月1日 - 一般国道315号（山口県徳山市（現 周南市） - 山口県阿武郡須佐町（現 萩市））として指定。
- 1971年（昭和46年）8月5日 - 昭和46年台風第19号の豪雨により、徳地町鹿野地地内で30 mにわたり路面が流出[5]。
- 1978年（昭和53年）4月1日 - 国道2号周南バイパス全通に伴う路線再編により、周南市の二番町交差点 - 三田川交差点間を国道188号に編入[注釈 6]。

## 路線状況

### 重複区間
- 国道434号（周南市辻町・三田川交差点（起点） - 周南市大字須々万本郷（すすまほんごう））
- 国道376号（周南市大字須々万本郷 - 周南市大字長穂）

### 道路施設

#### 橋梁
- 栄橋（東川、周南市）
- 栄谷大橋（東川、周南市）
- 狩人橋（東川、周南市）
- 垂門橋（錦川、周南市）
- 神津此橋（才祭川、周南市）

#### トンネル
- 栄谷隧道：延長262 m、1976年（昭和51年）竣工、周南市
- 杉ヶ峠隧道：343 m、1967年（昭和42年）竣工、周南市
- 向道第一隧道：延長195 m、1984年（昭和59年）竣工、周南市
- 向道第二隧道：延長356 m、1982年（昭和57年）竣工、周南市
- 大潮トンネル：延長190 m、1991年（平成3年）竣工、周南市
- 平岩隧道：延長47 m、1969年（昭和44年）竣工、周南市
- 栃山隧道：延長810 m、1976年（昭和51年）竣工、山口市
- 二の瀬隧道：延長78 m、1982年（昭和57年）竣工、山口市
- 割ヶ嶽隧道：延長537 m、1982年（昭和57年）竣工、山口市 - 萩市
- 多覚山隧道：延長100 m、1985年（昭和60年）竣工、萩市
- 金山谷トンネル：延長760 m、1985年（昭和60年）竣工、萩市
- 桐ヶ浴トンネル：延長235 m、1989年（平成元年）竣工、萩市
- 平田トンネル：延長99 m、1988年（昭和63年）竣工、萩市

#### 道の駅
- うり坊の郷 katamata（萩市）

## 地理

### 通過する自治体
- 山口県
  - 周南市 - 山口市 - 萩市 - 阿武郡阿武町 - 萩市

### 交差する道路
| 交差する道路                                                                          | 市町村名 | 市町村名 | 交差する場所                     | 交差する場所                        |
| ------------------------------------------------------------------------------------- | -------- | -------- | -------------------------------- | ----------------------------------- |
| 国道2号 国道434号 重複区間起点 山口県道52号徳山港線                                   | 周南市   | 周南市   | 辻町                             | 三田川交差点 / 起点                 |
| 国道376号 重複区間起点 国道434号 重複区間終点                                         | 周南市   | 周南市   | 大字須々万本郷（すすまほんごう） |                                     |
| 国道376号 重複区間終点                                                                | 周南市   | 周南市   | 大字長穂                         |                                     |
| 山口県道・島根県道3号新南陽津和野線 重複区間起点                                      | 周南市   | 周南市   | 大字大道理                       |                                     |
| 山口県道179号金峰徳山線                                                               | 周南市   | 周南市   | 大字大向                         |                                     |
| 山口県道9号徳山徳地線                                                                 | 周南市   | 周南市   | 大字鹿野中                       | 田原交差点                          |
| E2A 中国自動車道                                                                      | 周南市   | 周南市   | 大字鹿野上                       | 30 鹿野IC                           |
| 山口県道・島根県道3号新南陽津和野線 重複区間終点                                      | 周南市   | 周南市   | 大字大潮                         |                                     |
| 山口県道26号山口鹿野線                                                                | 周南市   | 周南市   | 大字大潮                         |                                     |
| 島根県道・山口県道123号柿木山口線 重複区間起点                                        | 山口市   | 山口市   | 徳地柚木                         |                                     |
| 島根県道・山口県道123号柿木山口線 重複区間終点                                        | 山口市   | 山口市   | 徳地柚木                         |                                     |
| 国道9号                                                                               | 山口市   | 山口市   | 阿東徳佐下                       | 長沢交差点                          |
| 山口県道311号篠目徳佐下線                                                             | 山口市   | 山口市   | 阿東徳佐下                       |                                     |
| 山口県道310号迫田篠目停車場線                                                         | 山口市   | 山口市   | 阿東嘉年下（かねしも）           |                                     |
| 山口県道332号十種ヶ峰線                                                               | 山口市   | 山口市   | 阿東嘉年下                       |                                     |
| 山口県道・島根県道13号萩津和野線 重複区間起点                                         | 山口市   | 山口市   | 阿東嘉年上                       |                                     |
| 山口県道・島根県道13号萩津和野線 重複区間終点                                         | 萩市     | 萩市     | 大字片俣                         |                                     |
| 山口県道10号山口福栄須佐線 重複区間起点 島根県道・山口県道14号益田阿武線 重複区間起点 | 阿武郡   | 阿武町   | 大字福田下                       |                                     |
| 島根県道・山口県道14号益田阿武線 重複区間終点                                         | 萩市     | 萩市     | 大字弥富上                       |                                     |
| 島根県道・山口県道124号津和野須佐線                                                   | 萩市     | 萩市     | 大字弥富上                       |                                     |
| 山口県道337号田万川須佐線                                                             | 萩市     | 萩市     | 大字須佐                         |                                     |
| 国道191号 山口県道10号山口福栄須佐線 重複区間終点                                     | 萩市     | 萩市     | 大字須佐                         | 須佐ホルンフェルス入口交差点 / 終点 |

### 交差する鉄道
- 山口線
- 山陰本線